# 顾氏肥腹蛛
顾氏肥腹蛛（学名：Steatoda gui）为球蛛科肥腹蛛属的动物。在中国大陆，分布于海南等地。该物种的模式产地在海南尖峰岭。